# Назаровка (Днепропетровская область)
Наза́ровка (укр. Назарівка) — село, Николаевский сельский совет, Софиевский район, Днепропетровская область, Украина.
Код КОАТУУ — 1225284408. Население по переписи 2001 года составляло 52 человека.

## Географическое положение
Село Назаровка находится в 1,5 км от правого берега реки Базавлук, на расстоянии в 1,5 км от села Николаевка. По селу протекает пересыхающий ручей с запрудой. Рядом проходит автомобильная дорога Т-0432.